# Cirina
Genre
Cirina est un genre de lépidoptères (papillons) de la famille des Saturniidae.

## Description du genre
Le genre Cirina  a été formellement caractérisé par Walker en 1855,. Ces papillons ont un corps épais, une trompe non visible, des palpes courts, des antennes dentelées pas plus longues que le thorax, des pattes fortes, les tibias postérieurs avec deux petits éperons apicaux, les ailes larges et longues, ailes antérieures légèrement convexes devant avec les bords externes droits (rectilignes) et très obliques en bout, abdomen s'étendant aux trois quarts de la largeur des ailes postérieures.

## Liste des espèces
- Cirina forda (Westwood, 1849)
- Cirina butyrospermi (Vuillet, 1911), dont la chenille, appelée chitoumou au Burkina Faso[3], s'attaque aux feuilles de l'arbre de karité.

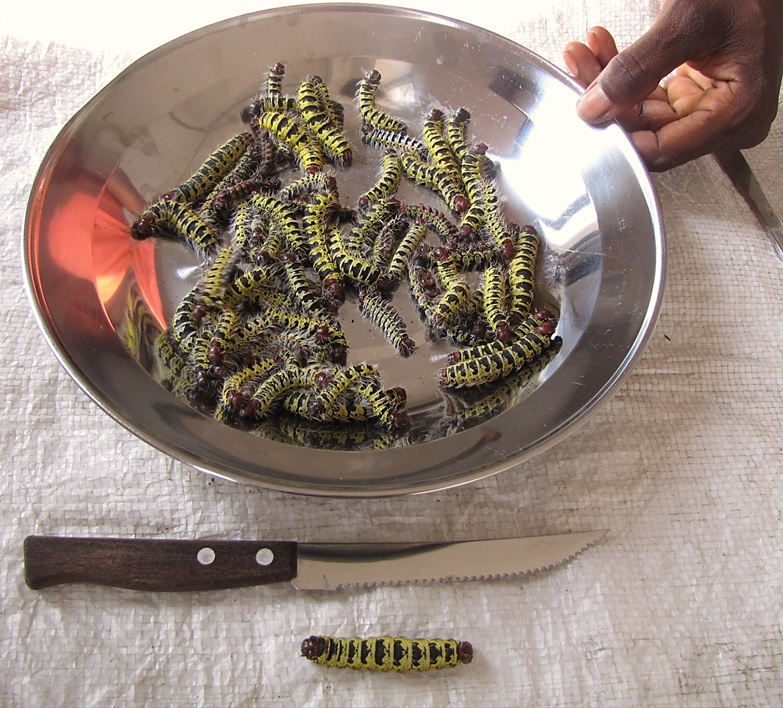
Ngala (Cirina forda) : une nourriture à haute teneur en protéines dans la cuisine congolaise.
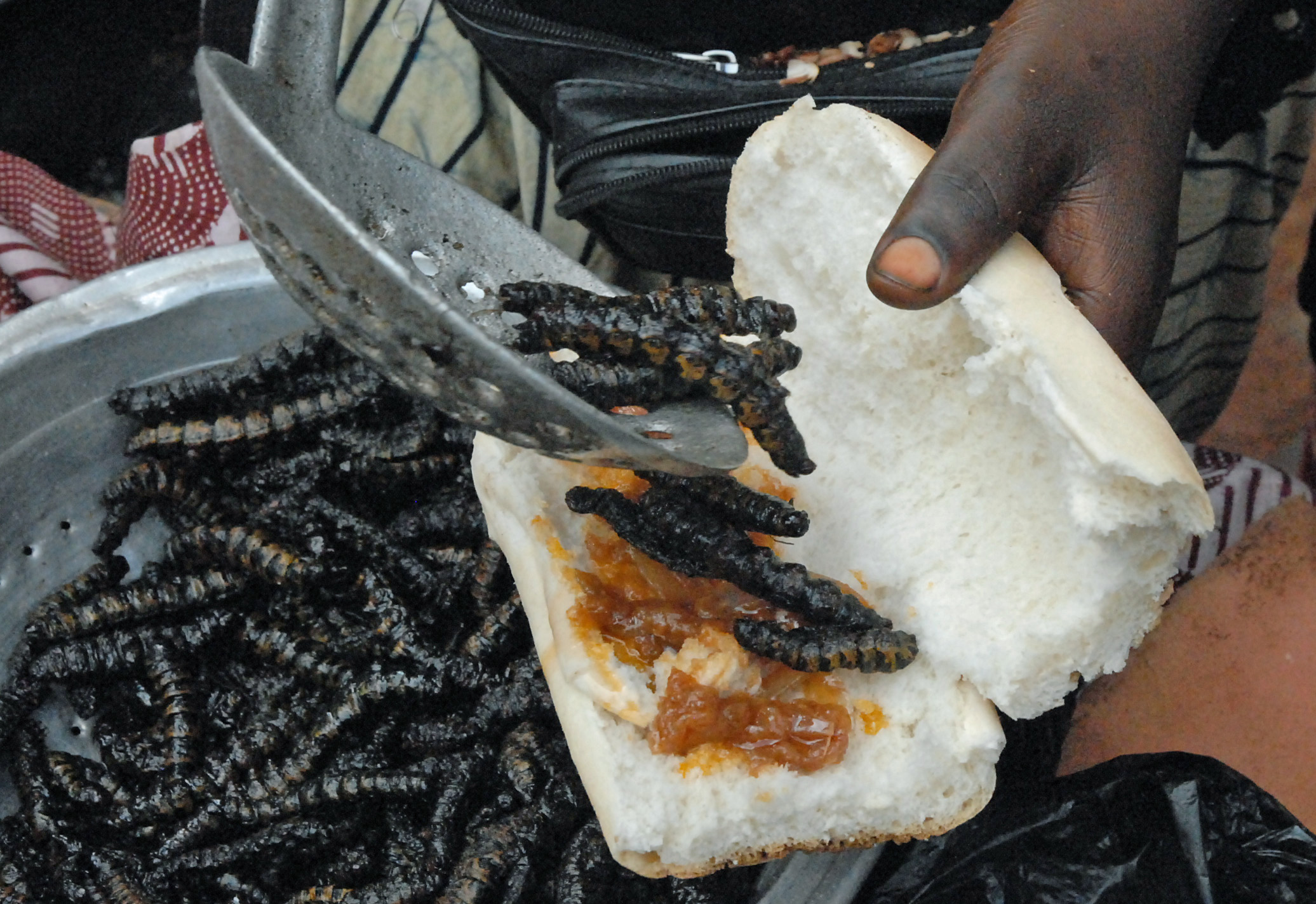
Sandwich à la chenille de karité, Burkina Faso
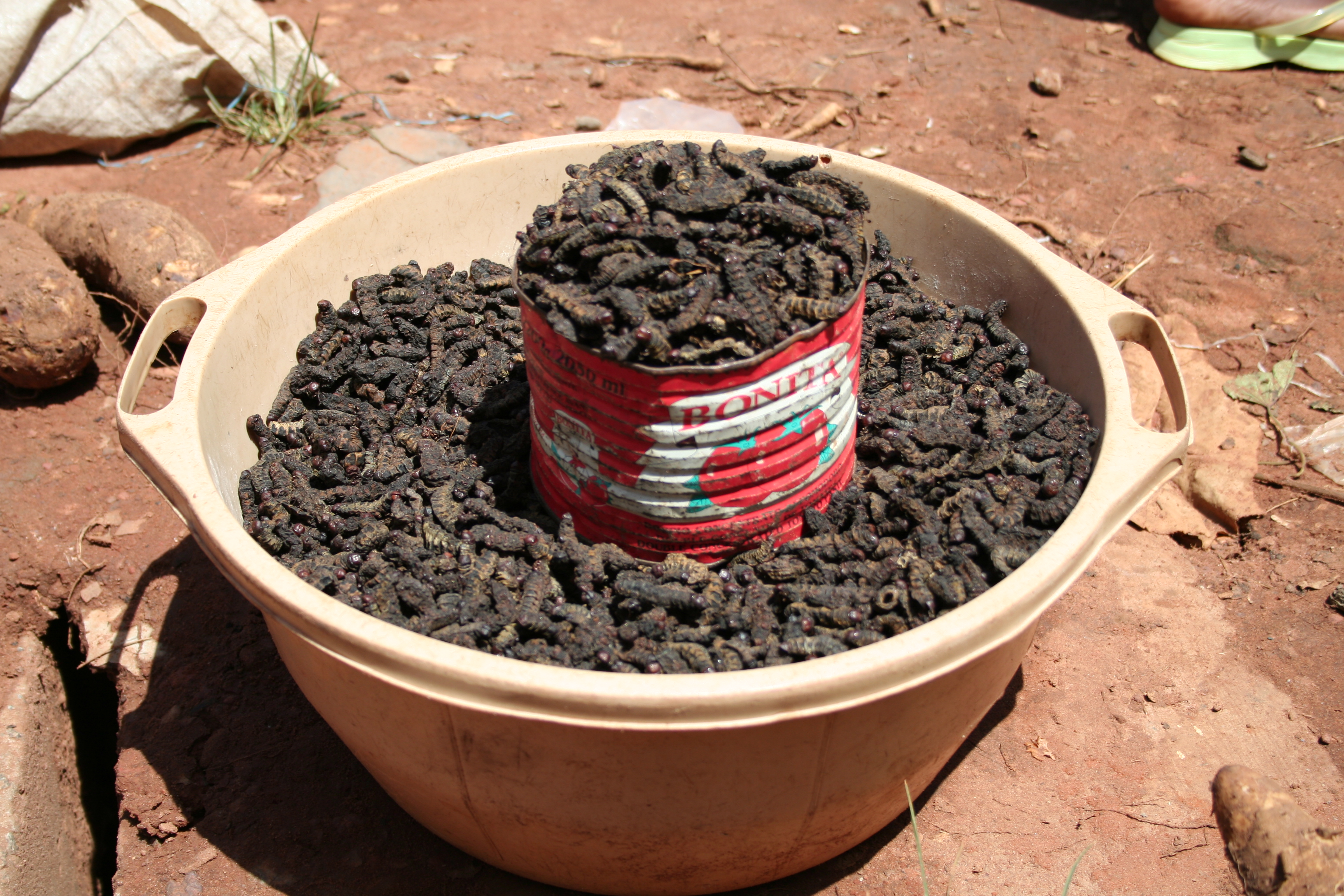
Chenilles (cirina) séchées, Burkina Faso
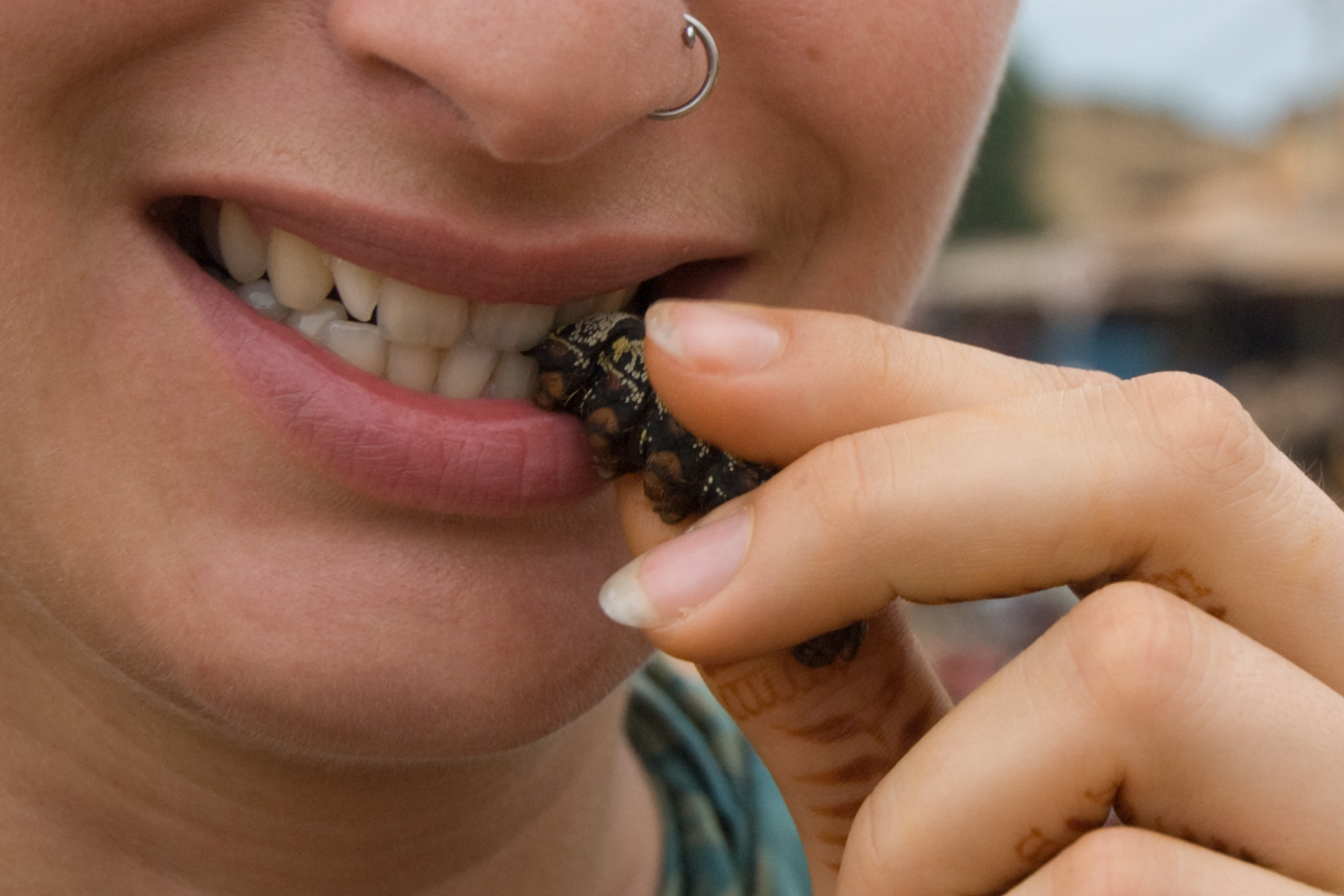
Chenille de karité consommée